# Blagdan sedmica
Blagdan sedmica (heb.שבועות - Šavuot) je židovski blagdan koji se slavi pedeseti dan poslije Pashe (Lev 23, 15 -16) 15. nisana. 
U Starom zavjetu, u knjizi Izlaska nalazimo ga pod sljedećim nazivima: Blagdan žetve (Izl 23, 16), Blagdan sedmica (Izl 34, 22) te u knjizi Brojeva:Blagdan prvina (Br 28, 26). Blagdan Sedmica ili Šavuot (grč. πεντηκοστή - Pentekostes) je s Pashom i blagdanom Sjenica jedan od triju hodočasničkih blagdana na koji se čitav Izrael morao pokazati pred Jahvom na mjesto koje on odabere (Pnz 16,16). U početku je to poljodjelska svetkovina, dan u koji su se prinosile prvine uroda zemlje, kasnije se razvio blagdan godišnjice sklapanja Saveza jer je pedestaka dana nakon izlaska iz Egipta, koji se slavio Pashom, sklopljen Savez. Prema knjizi Brojeva na blagdan Sedmica, kad su Jahvi prinosili žrtvu paljenicu imali su sveti saziv, nisu smjeli nikakav težački posao raditi. Za žrtvu paljenicu prinosili su 2 junca, 1 ovna i 7 jednogodišnjih janjaca. Uz njih se prinosila mješavina najfinijeg brašna i ulja i to na svakog pojedinog junca 3 desetine efe (oko 11 kg), na pojedinog ovna 2 desetine efe (nešto više od 7 kg) i na pojedinog janjca 1 desetina efe (nešto više od 3 kg). Žrtvovalo se također i jednog jaraca kao žrtvu okajnicu i nad narodom se vršio obred pomirenja. Knjiga Levitskog zakonika govori o jednom juncu i dva ovna i jednako kao knjiga Brojeva o 7 jednogodišnjih janjaca. No o kruhovima govori da svaki iz svoje kuće treba donijeti po dva kruha ispečena ukvas od dvije destine efe (nešto više od 7 kg)  najboljeg brašna. Uz žrtvu okajnicu, jednog jarca, žrtvovalo se i dva janjca od godine za žrtvu pričesnicu. Dva janjca zajedno s kruhom od prvina žetve pripadalo je svećeniku. Također je tog dana bio sveti zbor i nisu radili težačkog posla. 

## Blagdan Sedmica u Novom zavjetu
Kršćani slaveći  blagdan Duhova, Pedesetnice (Dj 2, 1), slave silazak Svetoga Duha na prvu Crkvu. Svetkovina Duhova slavi se pedeseti dan po Uskrsu kao i u Židova blagdan Sedmica nakon Pashe. Kršćanska svetkovina Duhova i židovski blagdan Sedmica nemaju, po svome sadržaju gotovo nikakve veze. Do toga je došlo tako što su, na neki način, slavljem nedjeljne euharistije prvi kršćani slavili Uskrs. U 2. stoljeću počeo se slaviti, kod nekih Crkava, Uskrs kao godišnja svetkovina. To se svetkovanje protegnulo kroz vrijeme od pedeset dana i to, uskrsno, vrijeme nazvano je Pentekoste (grč. pedeset). Taj su naziv kršćani prilagodili i dali ga svojoj svetkovini. Svetkovina Duhova vezana je uz taj pedeseti dan i slavila se kao posebna svetkovina i postoji od početka 4. stoljeća. Značenje ove svetkovine za kršćane je to da se prema Dj1,4,5; 2,1-47 na taj dan, dan Pedesetnice, na prvu Crkvu sišao Duh Sveti i time ona, Crkva, započinje svoje poslanje.